# Manipulación de masas con medios digitales
La manipulación de masas con medios digitales se entiende como cualquier estrategia que tenga como fin generar comportamientos, reacciones y posturas en masa por medio de la utilización de medios de comunicación digitales como Facebook, Instagram, Twitter etc.
Los medios digitales se han convertido con el auge de la tecnología y la accesibilidad al internet en el medio más apropiado para alcanzar grandes números de personas, que constantemente interactúan con estos medios, entregando información que facilita la minería de datos y con el procesamiento de estos lograr un posterior control de estas masas por medio de una perfilación de comportamiento que permite enfocar estrategias publicitarias o de contenido que generen relaciones específicas.
Las estrategias para la manipulación de masas con medios digitales se han vuelto recurrentes en la era digital, especialmente con el caso de la empresa inglesa Cambridge Analytica que se vio involucrada en escándalos de manipulación de masas para influenciar la toma de decisiones políticas en masa como el Brexit, las elecciones presidenciales de Estados Unidos 2016, Campaña de Mauricio Macri en Argentina, México y países de África y América.

## Minería de datos y análisis de comportamiento de masas
El proceso de minería de datos se centra en recolectar información que los usuarios de los medios digitales y las redes sociales generan por medio de su interacción con estas plataformas. Cada vez que se da un "me gusta" se sigue una página o se comenta en estas plataformas, se hace un registro de cada usuario. Eventualmente, estos registros generan unos rastros que permiten seguir a una persona, entender sus preferencias alimenticias, gustos, interés, posiciones políticas e incluso mapas de recorridos y movimiento.
Empresas como Facebook y Google se han enfocado en la minería de datos en escalas masivas, que permiten entender curvas de comportamiento, gustos, actividad política e incluso desplazamiento con aplicaciones como Waze o Google Maps. Sin embargo, la recolección y archivo de 2200 millones de usuarios que tiene Facebook y 800 millones de usuarios activos al día en Google es una labor que requiere una infraestructura masiva para archivar esta información, pero además grandes equipos que procesen y entiendan estos datos.
Estas compañías sacan provecho de la minería de datos para propulsar y fortalecer sus productos y ventas. Sin embargo, estos datos también tiene un valor en crudo (sin procesar). Aquí es donde compañías como Cambridge Analytica , SCL Group compran a estas compañías datos en zonas y poblaciones específicas y de interés para desarrollar estrategias de manipulación de masas.
SCL group, es una compañía que licita para las fuerzas especiales del ejército norteamericano en zonas de conflicto. Con objetivos como: evitar vinculación de jóvenes a grupos insurgentes como ISIS o fomentar la aceptación de los batallones de las fuerzas especiales, poblaciones árabes con altos índices de rechazo y por ende reduciendo el número de conflictos armados que se tienen en estos lugares.
Para lograr ejecutar estas estrategias por medio de las redes sociales estas compañías hacen un análisis de los datos de estas poblaciones (postura política, intereses sociales, tipos de interacción y demás) estos les permite estructurar estrategias, procesos y campañas que soporten objetivos militares como los anteriores. Es aquí donde los datos crudos se convierten en análisis poblacionales, que terminan en el desarrollo de estrategias para el control de masas y que se entregan a los usuarios por los mismos medios digitales que ellos entregaron los datos.
El documental Nada es privado o (The Grate Hack) de Karim Amer & Jehane Noujaim publicado el 24 de julio de 2019, aborda el caso de Cambridge Analytica y su influencia en las decisiones políticas del mundo.

## Manipulación de masas con medios digitales en Latinoamérica
Por el éxito de las estrategias de manipulación social que Cambridge Analytica logró alrededor del mundo, sus servicios empezaron a ser utilizados por los políticos latinoamericanos. Quienes contrataban a la compañía Inglesa para el desarrollo de las campañas políticas previas a las elecciones. Esta compañía compraba a Facebook los datos y perfiles de miles de personas en Latinoamérica, estudiaban cuáles podían ser influenciados y desarrollaban campañas y pauta segmentada en estas poblaciones para modificar el pensamiento colectivo y lograr adeptos y votos a favor de los políticos que habían contratado a esta compañía.

### Casos en América Latina

#### Argentina
El Parlamento británico confirmó tras el escándalo de venta y filtración de datos entre Facebook y la compañía Cambridge Analytica que Mauricio Macri contrató a esta compañía antes de las elecciones del 2015, en las que resultó vencedor. La estrategia se enfocó en «una campaña anti-Kirchner», y se dirigió contra Daniel Scioli, candidato a la presidencia por el kirchnerista Frente para la Victoria.

#### México
Según declaraciones de Cambridge Analytica que expresan múltiples reuniones con compañías mexicanas como: Cemex, la embotelladora Coca-Cola FEMSA y la panificadora Grupo Bimbo. Sin embargo, actualmente no hay pruebas de compañías mexicanas contratando a esta empresa.

#### Colombia
En el Documental The great hack y en la página de Cambridge Analytica se documenta una contratación del Alcalde de la capital colombiana, Bogotá Enrique Peñalosa para su campaña electoral, la cual estuvo enfocada en las redes sociales, mayormente hacia los jóvenes de la capital.

##### Manipulación de masas con medios digitales en la actualidad Colombiana
Muchas de las estrategias que se utilizaron para generar manipulación de masas, eran campañas enfocadas en crear falsa publicidad o fake news, haciendo públicos algunos escándalos de otros candidatos o de problemas sociales que amenazaran un país, generando pánico en las masas y por ende favoreciendo a candidatos o personas que pudieran con sus propuestas evitar estos problemas.
En Colombia para las elecciones presidenciales del 2016 hubo un auge de publicidad y pauta en las redes sociales y medios digitales en contra de los candidatos de izquierda e independientes, basado en el concepto del «castro chavismo» y del miedo a que Colombia cayera en una crisis socioeconómica como el país vecino Venezuela, que desde el comienzo de la década y presidido por Nicolás Maduro con postura de izquierda estaba en un declive. El miedo al «castro chavismo» y la publicidad enfocada a un candidato de derecha que podía evitar esto y que sería la continuidad del expresidente y actual senador Álvaro Uribe Vélez favoreció la elección del actual presidente Iván Duque.
La manipulación social se convirtió en un mecanismo que se utiliza para redirigir estrategias de control de masas que influyen en la constante toma de decisiones políticas y sociales. Esto sucede gracias a la minería de datos por empresas y plataformas a nivel mundial, que a partir de recopilar cantidades exorbitantes de información en lo que se llama Big Data pueden tomar decisiones para el control de masas.